# Temple Ashbrook
Temple Withers Ashbrook (Paris, 23 de maio de 1896 — Los Angeles, 21 de fevereiro de 1976) foi um velejador estadunidense, medalhista olímpico. Ele competiu nos Jogos Olímpicos de Verão de 1932 na classe 6 Metre e conquistou a medalha de prata na disputa a bordo do Gallant com Robert Carlson, Frederic Conant, Emmett Davis, Donald Wills Douglas Jr. e Charles Smith. Ele trabalhou para a Harry A. Miller Co. como especialista em carburadores e ignitores.